# Моаї

Розташування Моаї на о. Пасха

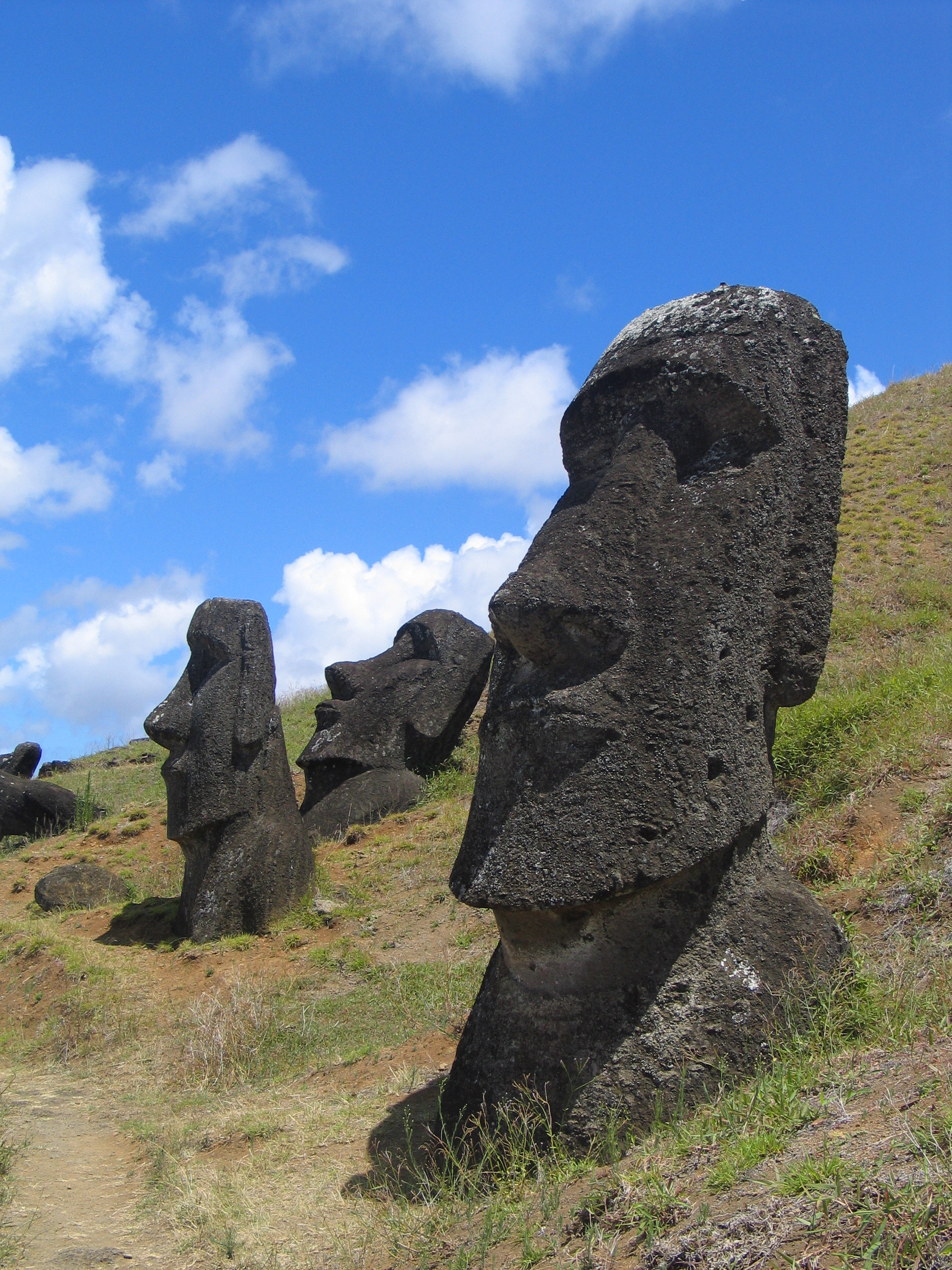
Моаї в кратері вулкана Рано-Рараку

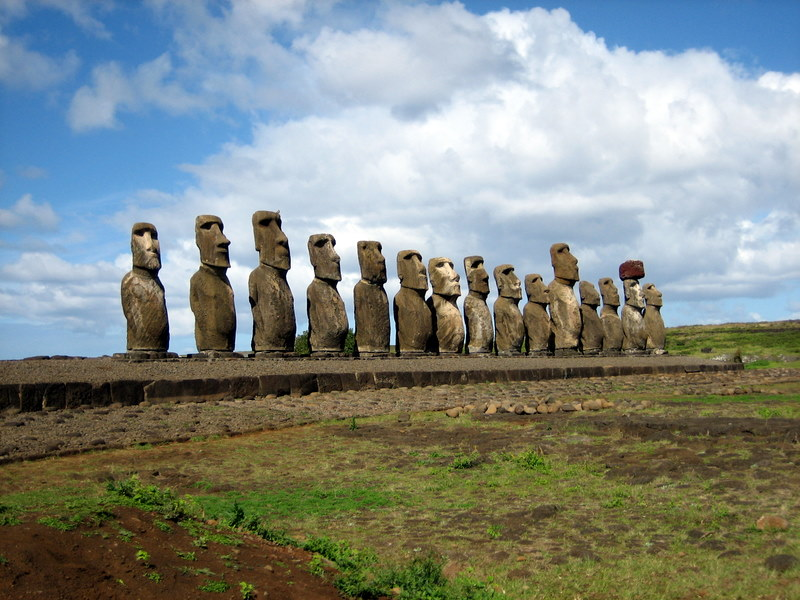
Агу Тонгарикі поблизу Рано-Рараку, 15 Моаї вишикувані в ряд, 1990 рік

Моаї — кам'яні статуї на узбережжі острова Пасхи у вигляді людських фігур з величезними головами висотою до 20 метрів. Всього на острові Пасхи є 887 статуй моаї. Близько 95 % з них вирізані зі спресованого вулканічного попелу вулкану Рано-Рараку.

## Загальний опис
Моаї — найбільша загадка і «бренд» острова Пасхи. Всупереч поширеній думці, вони «дивляться» не в бік океану, а вглиб острова. Деякі моаї мають «шапки» з червоного каменю, природа і зміст яких продовжують з'ясовуватися вченими. Виготовлялися моаї в каменярнях в центрі острова. Яким чином вони перевозилися до узбережжя, невідомо. За легендою вони «йшли» самі. Останнім часом добровольці-ентузіасти знайшли кілька способів для транспортування кам'яних блоків. Але яким з них користувалися давні жителі (або якимось своїм), поки не визначено. Безліч недороблених бовванів знаходяться в каменярнях. При детальному вивченні острова складається враження, що робота над статуями була припинена раптово.
Усі моаї — монолітні. Вага іноді досягає більш 20 тонн, а висота — понад 6 метрів. Була знайдена незакінчена скульптура заввишки близько 20 метрів і вагою в 270 тонн.
У лютому 2023 року, під час проєкту з відновлення боліт всередині вулканічного кратера Рано-Рараку після торішньої пожежі у цьому районі, група вчених-добровольців із трьох університетів Чилі виявила чергову нову статую моаї заввишки 1,6 метра, що лежала у висохлій лагуні обличчям до неба. Дослідники вважають, що поблизу можуть бути і інші статуї та це може стати ключем до подальших археологічних знахідок. 

## Каменоломні, в яких виготовлялися Моаї
Каменоломні розташовані в глибині острова, особливо на південних схилах вулкану Рано-Рараку. Велетенські кам'яні статуї виготовлялися зі спресованого вулканічного попелу. Роботи в каменоломні в підніжжі вулкана Рано-Рараку були зненацька перервані, і там залишилося 394 незакінчених моаї. Практично всі завершені моаї були переміщені з Рано-Рараку на церемоніальні платформи.

## Гіпотези щодо спорудження та пересування Моаї
Поширена теорія, за якою моаї спорудили поселенці з островів Полінезії в XI столітті. Скульптури моаї могли представляти померлих предків або надавати надприродну силу живим лідерам, а також бути символами кланів.
У ХХ столітті виявили, що творцями моаї є вимираюче тубільне плем'я «довговухих», яке століттями зберігало секрет створення статуй у таємниці від основного населення острова — племені «коротковухих». На прохання норвезького дослідника Тура Хейєрдала, група з останніх живучих на острові «довговухих» відтворила всі етапи виготовлення статуй у каменярні (витісуючи їх кам'яними молотками), перемістили готову 12-тонну статую до місця встановлення (у положенні лежачи, волоком) і встановили на ноги за допомогою спеціального пристосування з каміння, що підкладалося під основу й трьох колод які використовувалися як важелі. Тубільці — учасники експерименту повідомили, що вже кілька поколінь ніхто не виготовляв і не встановлював статуй, але з раннього дитинства їх навчали старші і передавали у такий спосіб технологію видобування каміння і виготовлення статуй моаї. Одним із ключових питань був інструмент. Виявилося, що під час виготовлення статуй, одночасно йде виготовлення запасу кам'яних молотків. Статуя буквально виколюється ними з породи, частими ударами, при цьому вважалося, що кам'яні молотки руйнуються одночасно з породою й безупинно заміняються на нові. Але насправді, «довговухі» загострювали молотки один об одного і використовували повторно. 
У 2011 році американські вчені висунули теорію того, яким чином можна було переміщати Моаї без допомоги возів, підйомних кранів і тяглових тварин. Вчені відзначили, що твердження полінезійців про те, що кам'яні статуї самі «прийшли» на свої нинішні місця, не так вже й неймовірні. За їх припущеннями, завдяки масивному животу статуй, їх зміщеному центру тяжіння і округлій підставі, статуї могли «пересуватися» у вертикальному положенні, завдяки розгойдування їх з боку в бік, по так званій техніці «rock 'n' roll». National Geographic's Expeditions Council профінансувала експеримент, в ході якого група з 18 чоловік пересунула Моаї вагою 5 тонн і заввишки 3 метри за допомогою мотузок в вертикальному положенні шляхом поперемінного розгойдування Моаї.